# El Che Guevara en la cultura

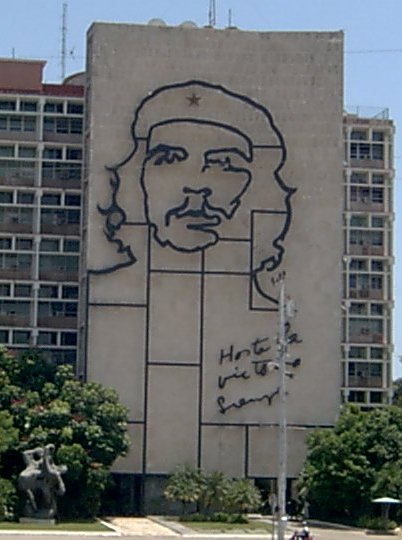
Famoso relieve escultórico del marxista Ernesto Guevara, realizado por el artista cubano Enrique Ávila, inspirándose a su vez en una famosa fotografía de Alberto Korda.

La figura del guerrillero Ernesto Guevara ha sido fuente de inspiración para la creación de gran cantidad de obras artísticas, en todos los campos de la cultura en casi todo el mundo. Este artículo es una recopilación de esas obras y eventualmente incluye una breve análisis de las mismas y de la relación que tienen con la personalidad de Guevara, como la famosa frase: «hasta la victoria siempre».

## Fotografía

### La fotografía de Korda

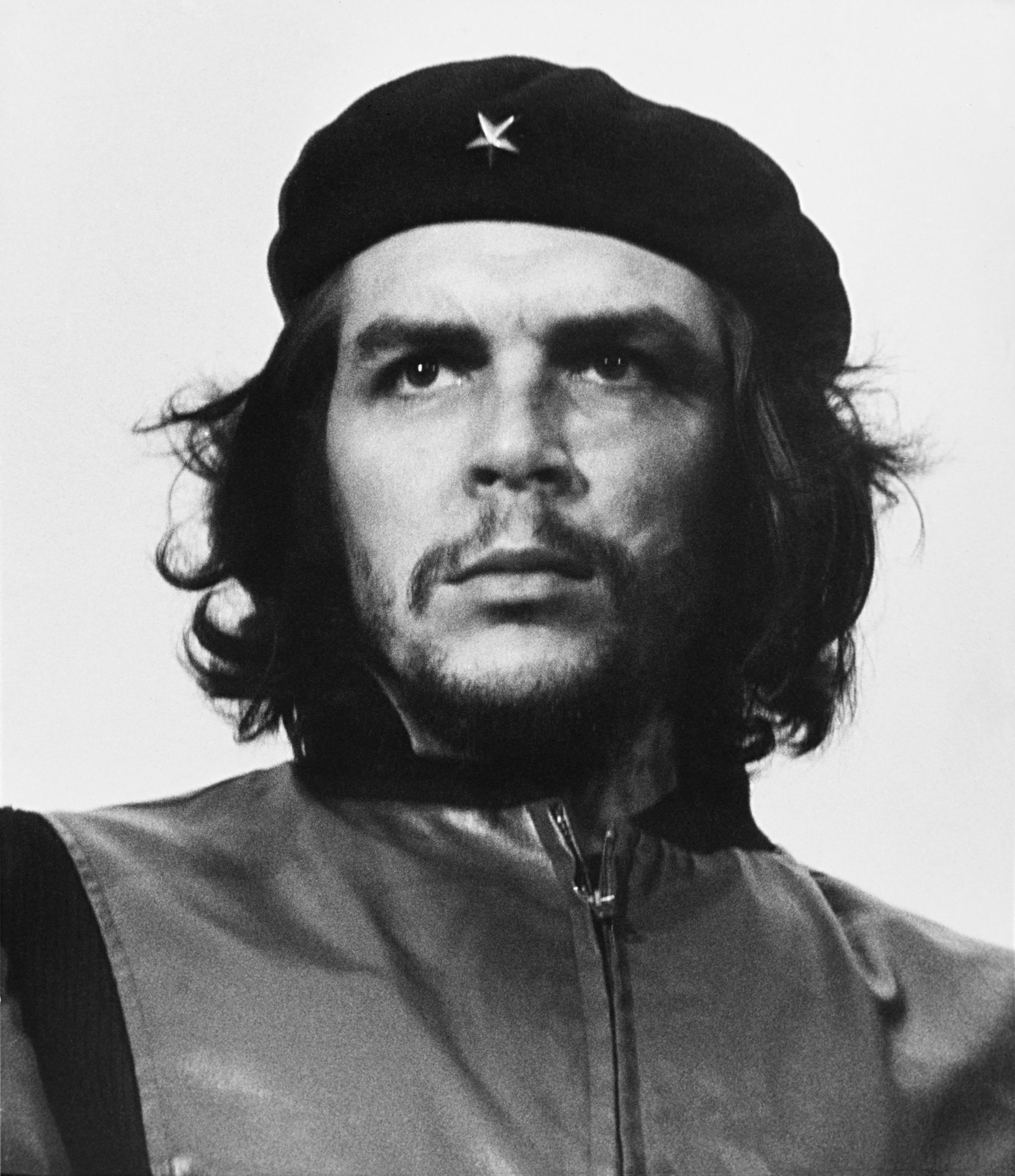
Famosa fotografía de Alberto Korda.

La fotografía del Che Guevara fue tomada por Alberto Korda el 5 de marzo de 1960 —cuando Guevara tenía 31 años— en un entierro por la víctimas de la explosión de La Coubre, pero no fue publicada sino hasta siete años después. El Instituto de Arte de Maryland (Estados Unidos) la denominó Korda's photo, es decir, La Foto de Korda: "La más famosa fotografía e icono gráfico del mundo en el siglo XX".
Esta imagen empezó a hacerse famosa unos siete años después de la muerte del Che en Bolivia, cuando un editor italiano, Giangiacomo Feltrinelli se hizo con los derechos para publicar el Diario del Che en Bolivia e imprimió la imagen en un gran póster. Feltrinelli había conseguido de Korda imágenes del Che unos meses antes de su muerte, que fueron usadas para las portadas de la edición italiana del diario..

### La imagen de Fitzpatrick
La imagen más famosa del Che Guevara es sin duda su retrato realizado en alto contraste, basado en la foto de Korda. Este diseño fue realizado en 1968 y tiene diferentes variantes, algunas en blanco y negro, otras en rojo y negro, todas hechas por el artista irlandés Jim Fitzpatrick, más conocido por sus pinturas de la mitología irlandesa. Fitzpatrick recibió una copia de la fotografía de Korda de un grupo anarquista alemán en 1965. Algunas fuentes dicen que el origen de estas imágenes fue el filósofo francés Jean-Paul Sartre.
Una versión modificada del retrato ha sido reproducida en diversos medios; Korda nunca exigió derechos de autor debido a que compartía los ideales de Guevara. Sin embargo Korda reclamó una vez sus derechos para evitar que la imagen fuese usada en un anuncio de vodka. Korda era un convencido comunista y no permitió que se comercializase con la imagen; en aquel momento dijo a los periodistas:

Como defensor de los ideales por los que el Che Guevara murió, no me opongo a la reproducción de la imagen para la difusión de su memoria y de la causa de la justicia social en el mundo

Los gráficos de Fitzpatrick fueron usados en una pintura de Andy Warhol con el mismo proceso gráfico que ya había empleado en unos retratos de Marilyn Monroe. Sin embargo esta imagen es en realidad una falsificación hecha por Gerard Malanga; cuando Warhol se enteró del fraude, muy astutamente autentificó la copia y con ello se embolsó todos los derechos de su uso. Desde entonces la imagen ha aparecido en incontables pósteres, camisetas, tazas, pegatinas,... y se ha convertido en un icono de una nueva generación de jóvenes que creen en una cultura alternativa.

## Cine
- El Che Guevara (1968), película italiana dirigida por Paolo Heusch, con el español Francisco Rabal en el papel del Che y John Ireland como el agente de la CIA Stuart.
- Che (1969), película estadounidense dirigida por Richard Fleischer en la que Omar Sharif representa el papel del Che Guevara y Jack Palance el de Fidel Castro.
- Monty Python live in Hollywood Bowl (1982). En uno de los más populares sketches del grupo cómico inglés Monty Python, grandes líderes comunistas hacen un foro de debate absurdo donde las preguntas no tienen nada que ver con las personalidades que intervienen. El Che es uno de ellos, interpretado por Michael Palin.
- Evita (1996), basada en el musical de Andrew Lloyd Webber, dirigida como película por Alan Parker. Sobre la vida de Eva Perón interpretada por Madonna. El personaje del Che Guevara, interpretado por Antonio Banderas aparece como una ficción histórica, para hacer de comentarista y contrapunto de la figura principal, pero es necesario aclarar que nunca la conoció y que su actuación política comenzó mucho después de la muerte de Eva Duarte en 1952.
- Che (1997), película argentina dirigida por Aníbal Di Salvo en la que Miguel Ruiz Díaz representa el papel del Che Guevara. Relata la su vida desde la salida de Cuba hasta su muerte.
- Diarios de motocicleta (2004), película multinacional dirigida por Walter Salles y producida por Robert Redford. Protagonizada por Gael García Bernal en el papel de Che Guevara y Rodrigo de la Serna en el de su amigo Alberto Granado. Relata el primer viaje latinoamericano que realizaron juntos en 1952 basado en los diarios que ambos escribieron durante el mismo. El tema de la película, Al otro lado del río, de Jorge Drexler, ganó el Oscar a la Mejor Canción Original en 2005.
- Che Guevara (2005), dirigida por Josh Evans, con Eduardo Noriega, Sônia Braga, Paula Garcés, Enrico Lo Verso, Sergio d'Amato en los roles principales. La trama cubre el período desde el desembarco del Granma, de Sierra Maestra, hasta la llegada triunfal a La Habana.
- El Argentino (2008), película de Steven Soderbergh y con Benicio Del Toro interpretando el papel de Guevara. El argumento está concentrado en la Revolución cubana.
- Guerrilla (2008), película de Steven Soderbergh, con Benicio Del Toro interpretando el papel de Guevara y Franka Potente el de Tamara Bunke (Tania). El argumento está concentrado en los últimos años del Che Guevara, desde 1964 hasta su muerte.

## Música

### Canciones en tributo
- Hasta siempre, comandante (1965), de Carlos Puebla. Editado en el EP Hasta siempre comandante (1968).[2]

Aprendimos a quererte

desde la histórica altura

donde el sol de tu bravura

le puso un cerco a la muerte.

Aquí se queda la clara,

la entrañable transparencia,

de tu querida presencia

Comandante Che Guevara.

Tu mano gloriosa y fuerte

sobre la historia dispara

cuando todo Santa Clara

se despierta para verte.
(fragmento)

De Hasta siempre, comandante se han hecho gran cantidad de versiones.
- Que pare el son (1967), de Carlos Puebla.[3] Editado en el EP Hasta siempre comandante (1968).[2]
- Lo eterno (1967), de Carlos Puebla.[4] Editado en el EP Hasta siempre comandante (1968).[2]
- Un nombre (1967), de Carlos Puebla.[5] Editado en el EP Hasta siempre comandante (1968).[2]
- Carta al Che (1969), de Carlos Puebla.[6] Editado en el EP Lettre A Che Guevara Chants Cubain (años 60).[7]
- La era está pariendo un corazón (1967), de Silvio Rodríguez.[8] Editado en el CD Al final de este viaje (1978).[9]
- Fusil contra fusil (1977), de Silvio Rodríguez.[10] Editado en el CD Cuando digo futuro (1977).[11]
- América, te hablo de Ernesto (años 70), de Silvio Rodríguez. Canción inédita.[12]
- Oración (años 70), de Silvio Rodríguez. Canción inédita.[13]
- Hombre (1987), de Silvio Rodríguez. Editado en el CD Silvio (1992).[14]
- Tonada del albedrío (2007), de Silvio Rodríguez. Editado en el CD Segunda cita (2010).[15]
- Zamba del Che (1969), de Rubén Ortiz. Versionado por Víctor Jara y Quilapayún[16]
- El aparecido, de Víctor Jara.[17]
- Si el poeta eres tú, de Pablo Milanés[18]
- Hacen mil hombres, de Alí Primera[19]
- ¡Nada más!, de Atahualpa Yupanqui[20]
- Tuve un amigo querido, de Atahualpa Yupanqui[21]
- Soldadito boliviano, de Nicolás Guillén musicalizado por Paco Ibáñez[20]
- Con la adarga al brazo, de Frank Delgado

Guevara, tu vuelves al camino con la adarga al brazo,

pintada en los pulóveres de los muchachos o vigilante desde la pared.

Por eso te llevo en mi cartera como un buen resguardo,

o como la casera estampita de un santo,

para que me proteja y me hale las orejas si algún día malo

me olvido del Che.
(fragmento)

- Tu estrella (2004), de Raly Barrionuevo. Editado en el CD Ey paisano (2004).[22][23]

### Menciones
- Panic in Detroit (1973), de David Bowie. Editado en el álbum Aladdin Sane (1973).[24]
- Canción para mi soldado (1976), de Silvio Rodríguez. Editado en el álbum Tríptico (1984).[25]
- Canción urgente para Nicaragua (1980), de Silvio Rodríguez. Editado en el álbum Unicornio (1982).[26]
- 1968 (1978), de Joaquín Sabina. Editado en el álbum Inventario (1978).[27]
- Les Tzars (1987), de Indochine. Editado en el CD 7000 danses (1987).[28]
- Con la frente marchita (1990), de Joaquín Sabina. Editado en el CD Mentiras piadosas (1990).[29]
- Postal de La Habana (1996), de Joaquín Sabina. Editado en el CD Yo, mi, me, contigo (1996).[30]
- Pie de guerra (2005), de Joaquín Sabina. Editado en el CD Alivio de luto (2005).[31]
- Ya no sé que hacer conmigo (2006), de El Cuarteto de Nos. Editado en el CD Raro (2006).[32]
- Leningrado (2017), de Joaquín Sabina. Editado en el CD Lo niego todo (2017).[33]
- Papá cuéntame otra vez, de Ismael Serrano en el álbum Atrapados en azul[34]

Papá cuéntame otra vez esa historia tan bonita

de aquel guerrillero loco que mataron en Bolivia,

y cuyo fusil ya nadie se atrevió a tomar de nuevo,

y como desde aquel día todo parece más feo.
(fragmento)

- Chacarera del exilio (2000), de Raly Barrionuevo. Editado en el CD Circo criollo (2000).[35][36]
- Ey paisano (2004), de Raly Barrionuevo. Editado en el CD Ey paisano (2004).[22][37]
- Maquis (2013), de Ska-P. Editado en el CD 99% (2013).[38]

### En el rock argentino
Las evocaciones musicales al revolucionario universal, ordenadas cronológicamente de acuerdo al año de edición de cada tema en la discografía de los diferentes artistas. Señala la banda, nombre de la canción, título del disco, año de edición y si se trata de una mención en la letra, un tema tributo, una crítica a la comercialización de su figura o una musicalización de algún escrito del Che Guevara.
- Roque Narvaja, "Camilo y Ernesto". En Octubre, mes de cambios; 1972. Tema tributo.
- Alma y Vida, "Hoy te queremos cantar". En Alma y Vida Volumen 2; 1972. Tema tributo.
- Moris, "Nocturno de princesa". En Fiebre de Vivir; 1978 (editado en el exilio). Mención en letra.
- Charly García, “Rap del exilio". En Piano Bar; 1985. Mención en letra.
- Los Violadores, "Ellos son". En Y que dios nos perdone; 1989. Mención en letra.
- Los Fabulosos Cadillacs, "Gallo Rojo". En El león; 1992. Tema tributo.
- Todos Tus Muertos, ”Alerta guerrillas". En Dale aborigen, 1994. Mención en letra.
- Actitud María Marta, "Confusión". En Acorralar a la bestia, 1996. Mención en letra.
- Los Piojos, "Esquina Libertad". En 3er arco; 1996. Mención en letra.
- Los Gardelitos, "América del sur". En Rock Sudaka; 1996. Mención en letra.
- La Renga, "El hombre de la estrella". En La Renga, 1998. Tema tributo.
- Bersuit Vergarabat, "Murguita del sur". En Libertinaje; 1998. Tema tributo.
- La Mancha de Rolando, "San Ernesto". En Cabaña Elderly; 1998. Tema tributo.
- La Mosca, "Barrio Latino". En Corazones antárticos; 1998. Mención en letra.
- Kevin Johansen, "Mc Guevara o Che Donald´s". En The Nada; 2000. Crítica a la comercialización de su figura.
- Don Lunfardo y el Señor Otario, “Volveré y seré remera". En Disco Verde, 2000. Canción crítica a la comercialización de su figura.
- Resistencia Suburbana, "La unión verdadera". En La unión verdadera, 2003.  Tema tributo.
- Los Violadores, "Viva la revolution". En En vivo y ruidoso II, 2003. Mención en letra adaptada al castellano, versión original de los alemanes Die Toten Hosen.
- Bersuit Vergarabat, "La argentinidad al palo". En La argentinidad al palo; 2004. Mención en letra.
- La 25, “Hasta la victoria siempre". En Mundo perfecto; 2006. Tema tributo.
- El Bordo, "El insatisfecho". En En la vereda de enfrente; 2006. Mención en letra.
- Farolitos, "En esta parte de la Tierra". En En esta parte de la Tierra; 2007. Mención en letra.
- Los Violadores, "Fashion revolución". En Rey o reina, 2009. Crítica a la comercialización de su figura.
- Verde Reggae, "María Antonia". En Cara a cara; 2010. Letra del Che Guevara, 1965.
- Farolitos, "Seres". En Las voces del sótano; 2010. Tema tributo.
- León Gieco, "A los mineros de Bolivia". En El desembarco, 2011. Letra del Che Guevara, 1953.
- Los Piojos, "Reggae de Rojo y Negro". En Verde Paisaje del Infierno; 2000. Tema tributo al pueblo cubano

- Las evocaciones musicales e identificaciones con el Che superan ampliamente las fronteras de su país natal, es un tema recurrente en la música punk hispanoamericana, prueba de ello es la trilogía llamada La ruta del Che grabada en distintos lugares de Latinoamérica por el grupo español Boikot, incluyendo una versión de la famosa Hasta siempre Comandante.
- También está la emotiva composición de la rapera franco argentina Keny Arkana, titulada "Victoria" y editada en 2006, donde es mencionado en la letra y visualmente en el video oficial.[39]
- Last Train, tema del disco "The Invisible Band" del grupo escocés Travis.

Algunos fragmentos de letras de importantes bandas de rock argentino renaciendo al Che:
- El hombre de la estrella, canción de La Renga

De esa textura tu alma parió

lo que era todo tu aliento.

La rabia nunca murió

cuando mataron al perro.

(...)

Dame de esa espuma, contagia valor.

Que no haya tumba, ni nada que lo calla.

Se oye como el viento y no se ve,

se mete adentro y da batalla.

Como guía el cielo regaló

una estrella para tu frente.

Para que sin perder la ternura

jamás aprendieras a endurecerte.
(fragmento)

- Fashion revolución, canción de Los Violadores

Los chicos de hoy, de esta generación

lo ven como un cowboy de televisión

a aquel que en la selva de Bolivia fuera

la lanza guerrillera.

Es Sierra Maestra su lucha empezó.

Radio rebelde dijo "revolución".

Mi comandante,

en las remeras lo dibujan hoy.

¡Comandante!

Ésta es la fashion revolución.

Revolución.

No saben quién es, ni lo quieren saber

pero el logo es lindo y les queda bien.

Sentirse distinto, esa es la misión,

aunque su sueño es vivir en Nueva York.

"Hasta la victoria ¡siempre!"

Radio rebelde dijo "revolución"...
(fragmento)

- Murguita del Sur, de Bersuit Vergarabat

Oficinas alistando predadores

en las radios incitando al festival,

que recuerda por primera vez a un hombre

que la gente hoy está queriendo más...

Con el tiempo se nos fue para la cresta

de una ola que no para de crecer

hoy su cara está en todas las remeras

es un muerto que no para de nacer...

(...)

Después... alucinan que planea

un héroe de otras tierras

y los viene a rescatar

(fragmento)

## Poesía
- El argentino Julio Cortázar escribió el poema Yo tuve un hermano[40]

Yo tuve un hermano

no nos vimos nunca

pero no importaba.
(fragmento)

- El argentino Juan Gelman se refiere a Guevara en su poema Pensamientos:[41]

Soy de un país complicadísimo

latinoeurocosmopoliurbano

criollojudipolacogalleguisitanoira

según dicen los textos y los textos que dicen

pues dicen y como dicen

así será la historia pero yo

les aseguro que no es cierto

de este país de fantasía

se fue Guevara una mañana y

otra mañana volvió y siempre

ha de volver a este país aunque no sea más que

para mirarnos un poco un gran poquito y

¿quién se habrá de aguantar?

¿quién habrá de aguantarle la mirada?
(fragmento)

- El argentino Néstor Groppa le dedicó su poema Sé que la delación existe

¿Por qué me siguen y siguen queriendo matar

si ya he muerto?

Les juro que seré más temible

muerto que vivo

porque mi muerte

hereda todos los

odios, todos los odios, de uno y otro lado

de esta tierra.

(…)
Ahora no sé qué harán con mi muerte,

qué será de la muerte mía.

Ellos y yo, entramos en la historia,

donde yo ya me esperaba de pie

con el humo celestial

de mi barba

y las mariposas que volaban

como cifras oscuras

de mis ojos.
(fragmento)

- El cubano Nicolás Guillén escribió los poemas Che Guevara (1959), Che Comandante, Guitarra en duelo mayor y Lectura de domingo.[42]

No porque hayas caído

tu luz es menos alta.

Un caballo de fuego

sostiene tu escultura guerrillera

entre el viento y las nubes de la Sierra.

No por callado eres silencio.

Y no porque te quemen,

porque te disimulen bajo tierra,

porque te escondan

en cementerio, bosques, páramos,

van a impedir que te encontremos

Che Comandante,

amigo.

(fragmento de Che Comandante)

- El uruguayo Mario Benedetti publicó en 1967 la serie de poemas dedicatorios llamada A Ras de sueño.[43]

Donde estés
si es que estás
si estás llegando
aprovecha por fin
a respirar tranquilo
a llenarte de cielo los pulmones.
(fragmento)

En 1997, a 30 años de la muerte del Che, publicó el poema Che 1997.
- El chileno Pablo Neruda le escribió el poema Tristeza en la muerte de un héroe en su obra Fin del mundo de 1969.[45]

Bolivia volvió a su rencor, a sus oxidados gorilas, a su miseria intransigente,

y como brujos asustados los sargentos de la deshonra, los generalitos del crimen,

escondieron con eficiencia el cadáver del guerrillero como si el muerto los quemara.
(fragmento)

- El salvadoreño Roque Dalton escribió su poema Credo del Che.[46]

Después le colocaron a Cristo Guevara
una corona de espinas y una túnica de loco
y le colgaron un rótulo del pescuezo en son de
burla
INRI: Instigador Natural de la Rebelión de los
Infelices...
(fragmento)

- El español Joan Brossa compuso el poema visual Elegía al Che, concebido en 1969 y realizado en 1978. En homenaje al Che Guevara, el autor saca del alfabeto las letras que forman su nombre creando un "vacío".[47] (ver).

## Literatura
- El cuento Reunión de Julio Cortázar publicado en el libro Todos los fuegos el fuego de 1966. Cuenta desde el punto de vista de Ernesto Guevara, los momentos iniciales del desembarco en Cuba.

- En su novela, Abbadon el exterminador Ernesto Sabato dedica un fragmento para hablar de los últimos días, la captura y muerte de Guevara.

## Historieta
- Vida del Che (1968), guion de Héctor Germán Oesterheld con dibujos de Enrique y Alberto Breccia. Historieta biográfica del Che Guevara en formato de novela gráfica, publicada solo tres meses después de su muerte.
- Pastores (1985), guion y dibujos de Horacio Altuna.
- Che: una biografía gráfica (2010), guion de Sid Jacobson con dibujos de Ernie Colón.

## Videojuegos
- Guerrilla War, (1989, SNK), videojuego de guerra basado en la revolución cubana, creado para las Arcades y la Nintendo Entertainment System. El nombre original japonés era Guevara, pero su título y su contenido fue en parte censurado en las versiones americanas y europeas del juego dada la paranoia anticomunista de dichos territorios. El jugador controlaba al mismo Che Guevara vistiendo una versión celeste de su famosa indumentaria. Si se jugaba multijugador, el segundo jugador jugaría como Fidel Castro usando una versión amarilla de su famoso uniforme militar. El jefe final era Fulgencio Batista.
- Metal Gear Solid: Peace Walker (2010, Konami), el protagonista del juego, Naked Snake (alias Big Boss) tiene un parecido físico con el Che Guevara por su barba y el uso de la boina y su traje de combate verde. En el juego varios personajes lo confunden con el propio Che Guevara y hay numerosos diálogos entre los personajes citando sus frases o hablando sobre las hazañas del Che.

## Lugares (plazas, calles, espacios)

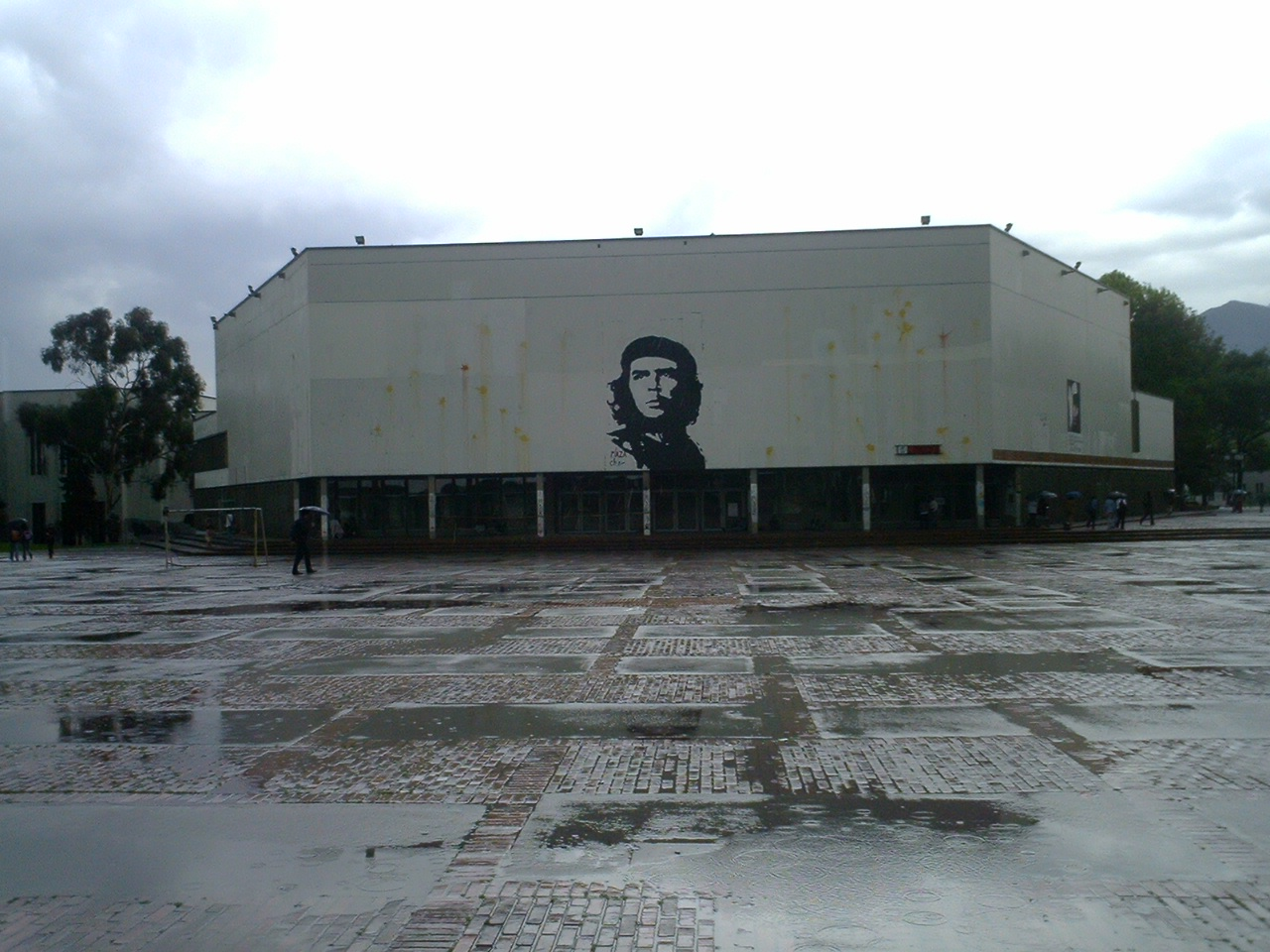
Plaza principal con la efigie del Che pintada en la fachada del auditorio León de Greiff de la Universidad Nacional de Colombia.

- La plaza central de la Universidad Nacional de Colombia fue rebautizada de manera no oficial con el nombre de "Plaza Che Guevara" luego de que los estudiantes tumbaron una estatua del General Francisco de Paula Santander y en su lugar colocaron un busto del "Che" en el año de 1978. Actualmente, la cara sur del Auditorio León de Greiff que se muestra hacia esta plaza tiene pintada la famosa foto que Alberto Korda realizó del Che.

Existe una fotografía del Che Guevara en la que aparece su rostro con la boina negra mirando a lo lejos. La foto fue tomada por Alberto Korda en 1960. A su vez esa foto fue editada para generar una igualmente famosa imagen en dos colores, generalmente en blanco y negro, en la que se contrastan los rasgos de su rostro. Esta imagen fue creada por el artista irlandés Jim Fitzpatrick. Finalmente un pintor plagió la imagen creada por Fitzpatrick y con ella imitó el estilo del también famoso cuadro de Marilyn Monroe de Andy Warhol para comerciarla con su firma en forma de póster.
- Ministerio del Interior, Cuba.

Relieve escultórico realizado por Enrique Ávila González en 1993, como sustitución de las antiguos murales en cartón que eran reemplazados periódicamente. Tiene 36 metros de altura y 16 toneladas, realizada en acero a base de una línea tridimensional -según al propio artista haciendo referencia a la austeridad del personaje- que se basa en la fotografía de Korda. Precisamente esa línea resalta de noche, cuando produce un "eco de luminoso" mediante luces dentro de la misma figura, rebotada por la pared de fondo hacia alante. Es uno de los sitios más fotografiados de La Habana.